# Güterbank
Die zur Hohenleipisch-Plessaer Endmoräne gehörende Güterbank ist ein Berg im Süden des deutschen Bundeslandes Brandenburg im Landkreis Elbe-Elster.
Ihr höchster Punkt von 153 m ü. NHN liegt westlich der Straße zwischen den Elsterwerdaer Ortsteilen Biehla und Kraupa. Diese Stelle befindet sich im dichten Wald und ist nur aus der Ferne, aus dem Urstromtal der Schwarzen Elster heraus betrachtet, als Gipfel erkennbar.
Die Güterbank ist die höchste natürliche Erhebung im Einzugsgebiet rechtsseitig der Schwarzen Elster und zugleich des 484 Quadratkilometer umfassenden Naturparks Niederlausitzer Heidelandschaft.